# Philosophenweg (Heidelberg)

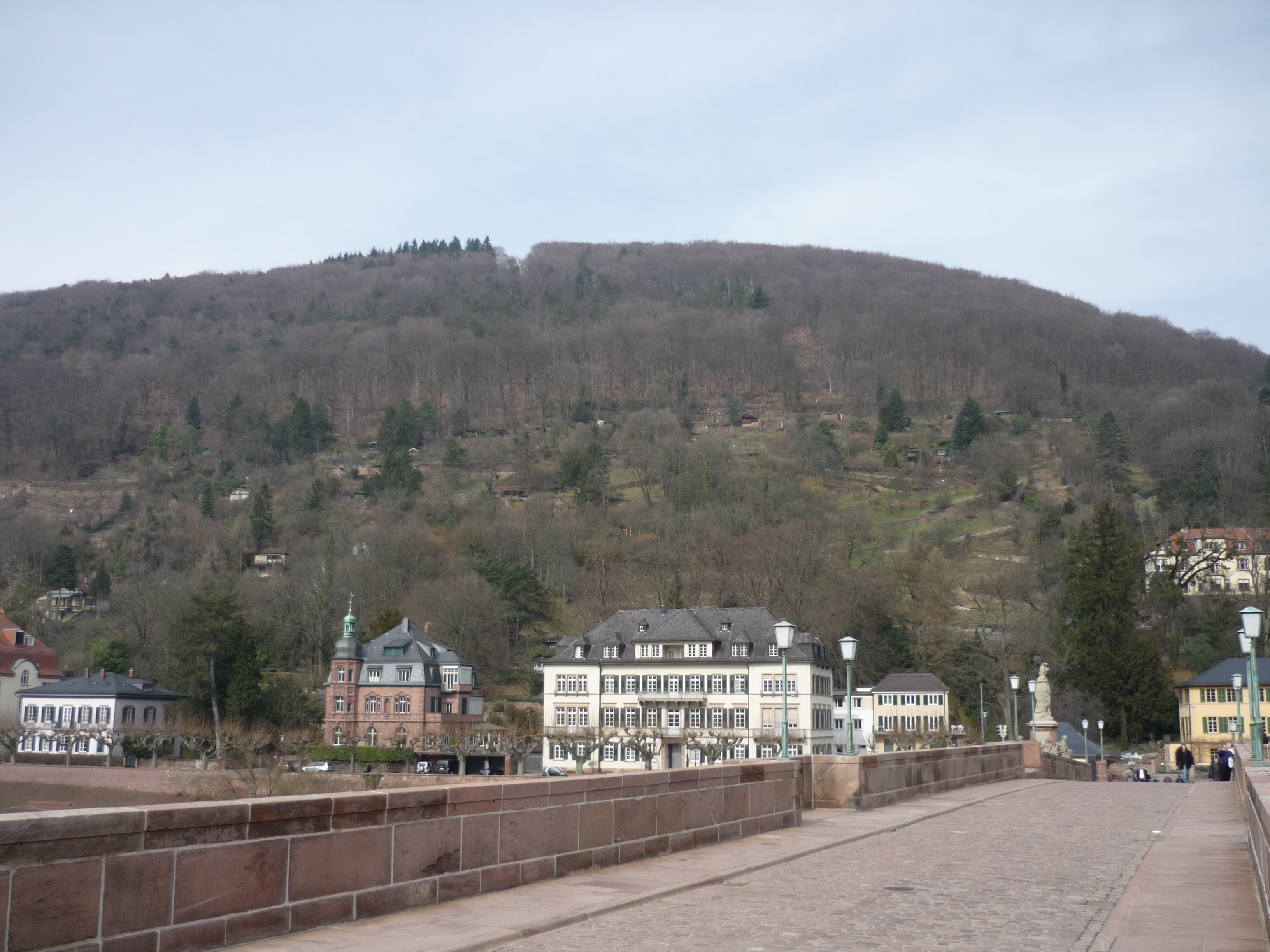
Blick auf den Philosophenweg mit Schlangenweg (rechts)

Der Philosophenweg ist ein circa zwei Kilometer langer, vor allem zu Beginn sehr steiler Weg, der vom Heidelberger Stadtteil Neuenheim auf den Heiligenberg führt. Er liegt damit dem Heidelberger Schloss am Königstuhl direkt gegenüber und ist eine der Sehenswürdigkeiten Heidelbergs.

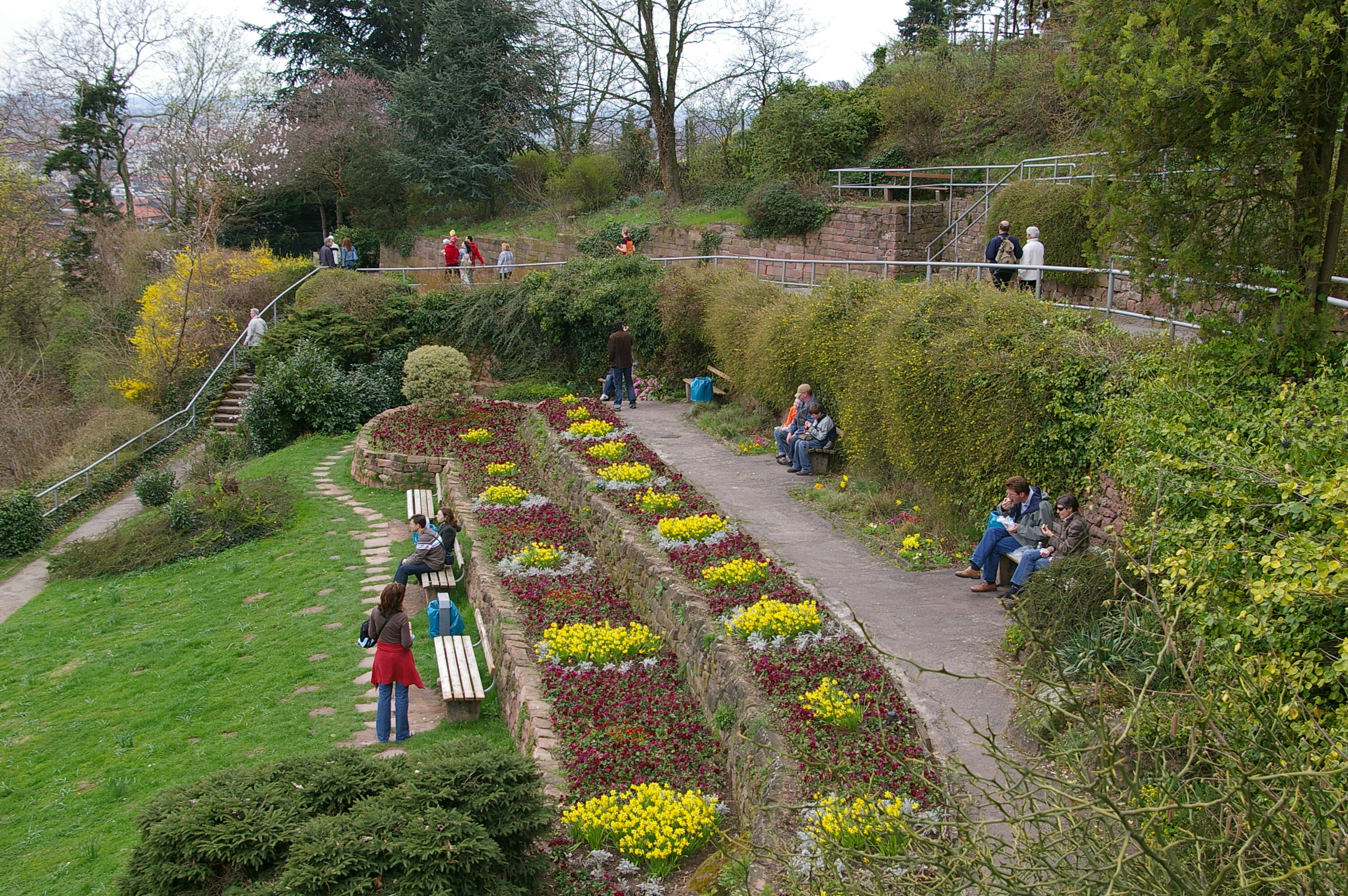
Garten am Philosophenweg

## Verlauf des Weges

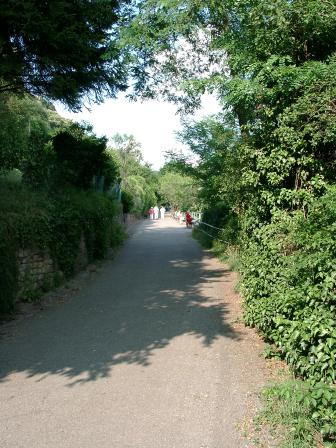
Blick entlang des Philosophenwegs

Der Eingang zum Weg ist, obwohl beschildert, relativ unscheinbar und für Ortsfremde schwer zu finden. Die untere Hälfte führt steil und gewunden auf den ersten 700 Metern durch eine der teuersten Wohngegenden Heidelbergs. Im ersten Knick liegt das zu Beginn des 20. Jahrhunderts wegen der vor Erschütterungen geschützten Lage dort erbaute Physikalische Institut (Philosophenweg 12) der Universität Heidelberg. In seiner Umgebung liegen weitere Gebäude der Fakultät für Physik, davon zwei am Philosophenweg: das Institut für Theoretische Physik in Nummer 16 und 19, mit der Fakultätsbibliothek in Haus 16. Hier wohnte ab 1912 der Zoologe Hugo Merton, der seine Professur unter nationalsozialistischer Herrschaft verlor und
1937 nach England emigrierte. Der Physiker Hans Jensen (Nobelpreis 1963) kaufte das Haus 1952 im Auftrag der Universität Heidelberg.

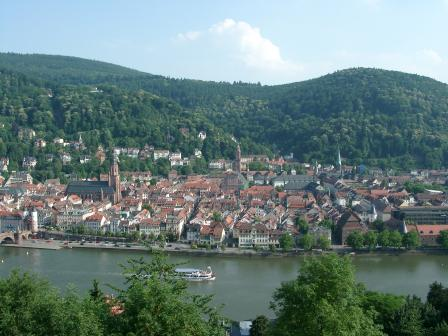
Sicht vom Philosophenweg auf die Heidelberger Altstadt. Die drei Kirchen im Bild sind: die Heiliggeistkirche (links), die Jesuitenkirche (Mitte) und die Peterskirche (rechts hinten). Im Vordergrund ist der Neckar zu sehen.

Mit der Hausnummer 21 endet der bebaute und steile Teil des Philosophenweges. Der Weg verläuft fast eben weiter, zunächst am Philosophengärtchen entlang. Von dort aus hat der Besucher den besten Blick über den Neckar auf die Heidelberger Altstadt, den Königstuhl und das Schloss, aber auch hinaus in die Rheinebene. Dort befindet sich an einem der Mäuerchen eine Metalltafel, die mit den Worten „Heidelbären der Erkenntnis – Die Wahrheit liegt im Auge des Betrachters“ sowohl auf Varelas Werk „Baum der Erkenntnis“ anspielt als auch auf die etwa von Kant herausgearbeitete Unüberwindbarkeit unserer Erkenntnisbedingungen. Auf einer Plattform im Gärtchen steht eine Büste Eichendorffs, in deren Sockel ein Gedicht des berühmten Romantikers eingraviert ist; Eichendorff studierte einige Monate in Heidelberg. Am östlichen Ende des Weges befindet sich die Hölderlin-Anlage mit dem Hölderlinstein, der an die Heidelberg-Ode des Dichters erinnert. In der Hölderlin-Anlage befindet sich außerdem seit 1993 ein Gedenkstein für die einst dort befindliche Engelskirche der abgegangenen Siedlung Dagersbach. Anschließend führt der Philosophenweg als Waldweg weiter, um das Hirschgassental herum und am Südhang des Heidenknörzels entlang.
Es gibt auch einen Oberen Philosophenweg, der etwas mehr oberhalb durch den Wald führt, die besseren Aussichten auf Stadt und Schloss ergeben sich allerdings auf dem normalen Philosophenweg.
Ein weiterer Zugang zum Philosophenweg ist der von der Alten Brücke aus heraufführende Schlangenweg. Er windet sich, zum Teil aus Treppen bestehend, zickzackförmig den Berg herauf, was auch seinen Namen erklärt.

## Ursprung des Namens
Der Name „Philosophenweg“ wurde im frühen 19. Jahrhundert geprägt, als bedeutende Dichter und Denker wie Hölderlin, Eichendorff und Scheffel in Heidelberg weilten. In ihren steifen Gehröcken durchstreiften sie die Weinberge und ließen sich von der inspirierenden Umgebung zu philosophischen Diskursen über das Leben anregen, die nicht selten zu neuen Erkenntnissen und Weltansichten führten.
Andere Quellen verweisen hingegen darauf, dass vermutlich nicht die erwähnten Persönlichkeiten namensgebend waren, sondern die Heidelberger Studenten, die den Weg wohl schon früh als idealen Ort für romantische Spaziergänge und ungestörte Zweisamkeiten entdeckten. Die synonyme Verwendung der Worte Student und Philosoph stammt aus Zeiten, in denen jeder Studierende vor Beginn des Fachstudiums zunächst Philosophie – die sogenannten sieben freien Künste – studieren musste.